# Gaetano Maria Trigona e Parisi
Gaetano Maria Giuseppe Benedetto Placido Vincenzo Trigona e Parisi (ur. 2 czerwca 1767 w Piazza Armerina, zm. 5 lipca 1837 w Palermo) – włoski duchowny katolicki, kardynał, arcybiskup Palermo.

## Życiorys
Święcenia kapłańskie przyjął 18 czerwca 1791. 21 grudnia 1818 został wybrany biskupem Caltagirone. 24 stycznia 1819 otrzymał sakrę z rąk arcybiskupa Domenico Benedetto Balsamo. 15 kwietnia 1833 objął stolicę metropolitalną w Palermo, na której pozostał już do śmierci. 23 czerwca 1834 Grzegorz XVI wyniósł go do godności kardynała prezbitera.